# Dinamo Chabarowsk
Dinamo Chabarowsk (ros. Футбольный клуб «Динамо» Хабаровск, Futbolnyj Kłub "Dinamo" Chabarowsk) – rosyjski klub piłkarski z siedzibą w Chabarowsku.

## Historia
Chronologia nazw:
- 06.1924: Dinamo Chabarowsk (ros. «Динамо» Хабаровск)
- 1953: klub rozwiązano
- 1993: Dinamo-Diamant Chabarowsk (ros. «Динамо-Диамант» Хабаровск)
- 1994: Dinamo Chabarowsk (ros. «Динамо» Хабаровск)

Piłkarska drużyna Dinamo została założona w mieście Chabarowsk w czerwcu 1924 roku.
W 1938 startował w rozgrywkach Pucharu ZSRR, a w 1946 debiutował w Trzeciej Grupie, podgrupie Dalekowschodniej Mistrzostw ZSRR. 
W latach 50. klub Dinamo został rozwiązany (w niektórych źródłach podają rok 1953, kiedy to wiele drużyn Towarzystw Sportowych "Dinamo" i "SKA" zostały rozwiązane).
Później został reaktywowany. W Mistrzostwach Rosji jako Dinamo-Diamant startował w sezonie 1993 w rozgrywkach spośród drużyn amatorskich. Potem wrócił do nazwy Dinamo i występował w rozgrywkach lokalnych Kraju Chabarowskiego.

## Sukcesy
- 4. miejsce w Trzeciej Grupie, podgrupie Dalekowschodniej: 1946